# Thomas Cantacuzène
Thomas Cantacuzène (serbe Toma Kantakuzin ; mort le 25 juillet 1463) était un aristocrate byzantin, membre de la famille Cantacuzène, qui devint un magnat et général serbe au service du despote Đurađ Branković. Il était le frère d’Irène Cantacuzène, la despote consort.

## Origines
Le byzantiniste Donald MacGillivray Nicol, qui a étudié l’histoire de la famille, l’identifie catégoriquement comme étant le frère de Georges Paléologue Cantacuzène ; Giovanni Musachi en fait le frère d’Irène Cantacuzène, épouse du despote serbes Đurađ Branković, mais affirme à tort que Thomas était le fils de l’empereur Jean VI Cantacuzène, une erreur que DuCange répète. En fait, il est plus probablement le fils de Démétrios Cantacuzène.

## Carrière
Il fut l’un des nombreux Grecs qui entrèrent au service du despote Đurađ Branković après son mariage avec Irène Cantacuzène en 1414. Des documents de la république de Raguse montrent qu’il était présent à la cour du despote en 1433 et 1435. En 1439, il prit part à la défense du château de Smederevo contre les Turcs ottomans ; l’historien Doukas rapporte que quand le château tomba après un siège de trois mois, le fils de Branković, Grgur et Thomas Cantacuzène faisaient partie des défenseurs qui firent ensuite hommage au Sultan Mourad II. Malgré cette cérémonie, Cantacuzène continua la lutte pour son beau-frère, menant l’armée du despote à la victoire contre le roi bosniaque Étienne-Thomas le 16 septembre 1448, ce qui ramena Srebrenica et Višegrad sous domination serbe. En 1452, il mena une autre armée serbe qui envahit la principauté de Zeta, mais fut vaincu le 14 septembre par le vojvoda Stefan Crnojević.
Malgré sa position, après la mort de Đurađ Branković, Thomas ne put protéger sa sœur Irène de la cruauté de son fils Lazar. La nuit où Irène mourut, le 3 mai 1457, il s’enfuit de Smederevo pour Adrianople, ville sous domination ottomane, avec sa nièce Mara et son neveu aveuglé Grgur.
Thomas fut convoqué à la cour de Raguse le 11 août 1459 et le 18 mars 1462, mais Nicol doute qu’il ait répondu à ses convocations. Les Annales Serbes rapportent sa mort le 25 juillet 1463, immédiatement après la chute du despotat de Serbie et sa conquête par les Ottomans.

## Sources
1. ↑  Donald M. Nicol, The Byzantine Family of Cantacuzène (Cantacuzenus) ca. 1100-1460: a Genealogical and Prosopographical Study (Washington, DC: Dumbarton Oaks, 1968), p. 182. Toutefois, Nicol a depuis renoncé à cette identification du père de Thomas et Georges ; voir "The Byzantine Family of Cantacuzène: Some Addenda and Corrigenda", Dumbarton Oaks Papers, 27 (1973), pp. 312f
2. ↑  Milan Vasić, [https://books.google.com/books?id=m2MtAQAAIAAJ Bosna i Hercegovina od srednjeg veka do novijeg vremena: međunarodni naučni skup 13-15. decembar 1994, 1995, Istorijski institut SANU, p. 98–99
3. 1 2  Nicol, Byzantine Family, p. 183
4. ↑  Nicol, Byzantine Family, pp. 184f